# Хару (театр)
«Хару» (яп. JR東日本アートセンター四季劇場［春］; рус. «Весна») — театр компании «Сики» в районе Минато города Токио, Япония. Входит в состав комплекса вместе с театром «Аки» («Осень»).

## История
Театр открылся 20 декабря 1998 года японской премьерой мюзикла «Король лев». На сцене «Хару» его прокат продолжается уже шестнадцатый год подряд.

## Постановки в театре
| Дата открытия | Дата закрытия | Постановка   | Жанр   | Примечания        |
| ------------- | ------------- | ------------ | ------ | ----------------- |
| 20.12.1998    | в прокате     | «Король лев» | мюзикл | Японская премьера |